# The Edge of Glory
«The Edge of Glory» (буквально «Край славы»; по тексту «Пик блаженства») — песня американской певицы Леди Гага. Песня вышла в свет сначала в качестве промосингла, но после очень удачных продаж на iTunes, была выпущена в качестве третьего официального сингла с её второго студийного альбома Born This Way. Песня написана и спродюсирована Леди Гагой, Фернандо Гарибэем и DJ White Shadow. Мировая премьера «The Edge of Glory» состоялась 9 мая 2011 года. Песня получила всеобщее признание критиков.
Песню можно отнести к жанрам электро-рока и синтипоп. Другие интересные особенности песни включают в себя использование синтезаторов в стиле smooth jazz и использование соло на саксофоне. Сольную партию сыграл саксофонист Кларенс Клемонс, видный член E Street Band — сопровождающего коллектива Брюса Спрингстина. Вдохновением для песни стала смерть деда Гаги, который скончался в конце 2010 года. Песня вполне оптимистичная, в отличие от темной природы многих песен альбома Born This Way.

## Предыстория и релиз

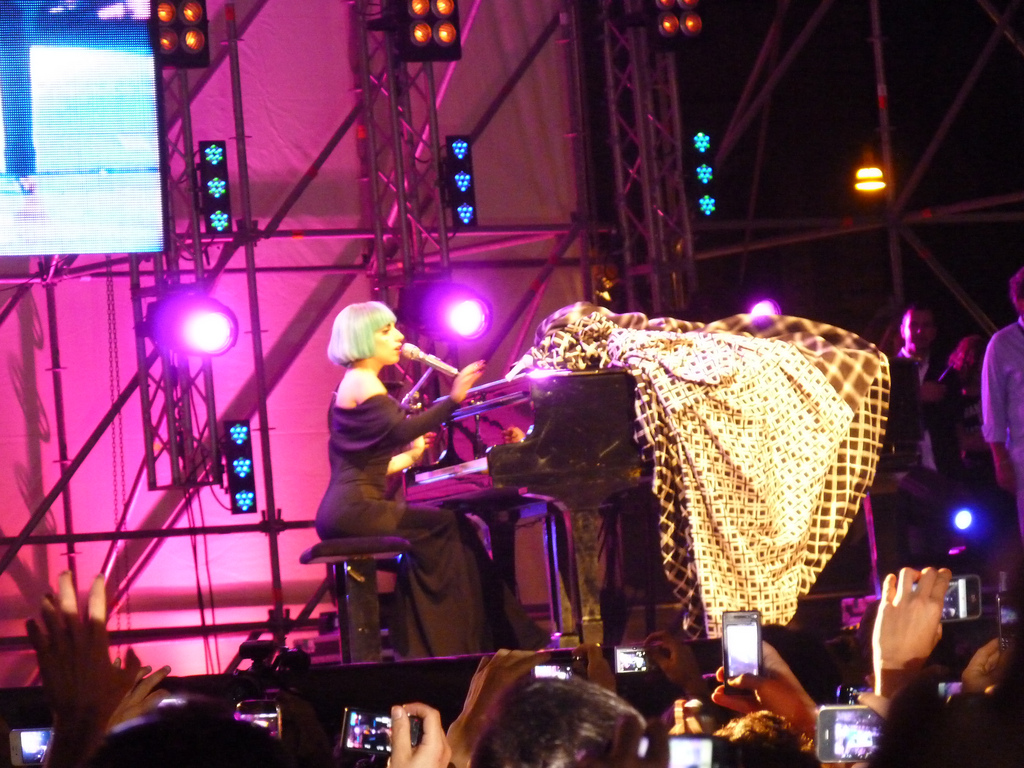
Lady Gaga исполняет песню «The Edge of Glory» на «Europride 2011»

Впервые о песне стало известно в январе 2011 года, когда Гага выложила небольшой отрывок текста песни. В интервью с Google Гага заявила, что эта песня о последних минутах на Земле, о моменте истины, моменте, прежде чем покинуть землю. В том же интервью она заявила, что писать песню «The Edge of Glory» она начала после смерти своего деда. На своей страничке в Твиттере Гага подтвердила новость о выходе песни за день до запланированного релиза, а также выложила обложку сингла.
Песня должна была быть первым промосинглом из альбома Born This Way для продвижения его на iTunes Store, но из-за быстрого успеха было подтверждено, что «The Edge of Glory» станет третьим официальным синглом с альбома. А первым рекламным синглом, который был выпущен 16 мая, стала песня «Hair».
Во время интервью Google Леди Гага объясняет, что одна из песен в альбоме, которая является одной из её самых любимых, называется «The Edge of Glory». Песню Гага написала, сидя за фортепиано с отцом.

## Композиция
«The Edge of Glory» является оптимистичной песней танцевального направления. Использование синтезаторов осуществляется в стиле smooth jazz, а также включено соло на саксофоне. В одном из интервью Гага заявила: «Многие вечно недовольны, тем, что я создаю. Но несмотря на это, я могу сказать, что „The Edge of Glory“ является поп-шедевром, в котором всё сказано и закончено».

## Отзывы критиков

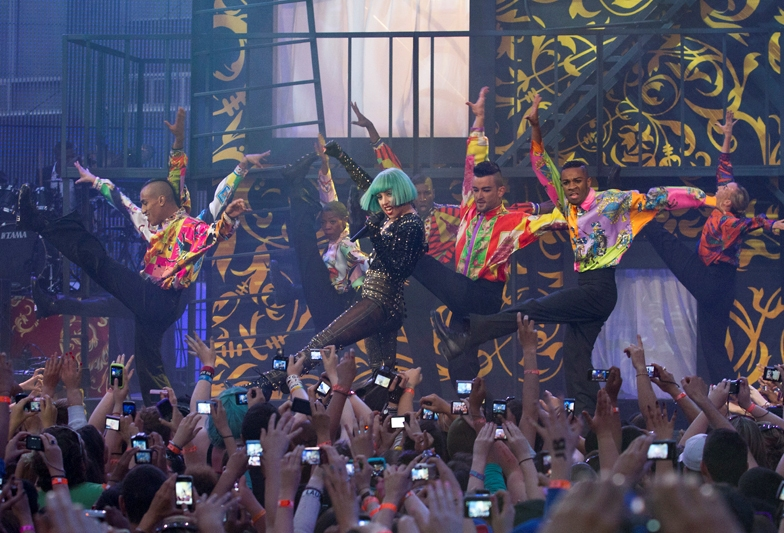
Lady Gaga исполняет песню «The Edge of Glory» на «Much Music Video Awards 2011»

За час до начала последнего концерта The Monster Ball Tour Гага отправила четыре трека для журнала Rolling Stone, в том числе «Scheiße», «Yoü and I» и «Hair», для предварительного прослушивания. Matthew Perpetua пишет положительную рецензию на песню. «Это сводит с ума, это массивная мощная баллада с тяжёлыми клубными ритмами. Кларенс Клемонс из E Street Band исполнил соло на саксофоне, но всё это кажется вполне естественным, когда вы слушаете это. Это очередной сумасшедший хит от Lady Gaga. А включение Клемонса только усиливает мотивы восьмидесятых годов».
С момента выпуска «The Edge of Glory» получил множество отзывов среди музыкальных критиков и фанатов. В обзоре песни Popjustice заявил: «Это красивая песня, которая заставила нас почти кричать, когда мы впервые услышали это, и мы с нетерпением ждём этого снова».
Журнал Time дал песне смешанный отзыв: «Песня великолепна! Но, кроме того, скучна. Она разочаровывает наряду с первыми двумя синглами с Born This Way».

## Коммерческий успех
«The Edge of Glory» дебютировал в финском чарте Suomen virallinen lista на 19-й строчке, затем поднялся до 14-й. В Великобритании песня дебютировала с 6-й позиции.

## Музыкальное видео
Премьера клипа состоялась 16 июня 2011 года на канале Fox как часть реалити-шоу So You Think You Can Dance.
Этот клип отличается от других работ Гаги своим минимализмом. В нём нет сюжетной линии, сложной хореографии или подтанцовки, а сама певица на протяжении клипа носит один наряд, сделанный Versace. Единственный человек, появляющийся в клипе помимо самой Леди Гаги — саксофонист Кларенс Клемонс.
Режиссёром клипа  должен был стать Джозеф Кан, но во время съёмки между ним и Гагой произошёл конфликт, после которого Кан прекратил работу над проектом. Это подтвердила хореограф Леди Гаги, Лориэнн Гибсон.

## Список композиций
- Цифровая дистрибуция[15]

1. «The Edge of Glory» — 5:20

German CD single
1. 1 «The Edge of Glory» (Radio Edit) — 4:20
2. 2 «The Edge of Glory» (Cahill Club Mix) — 7:26

The Edge of Glory — The Remixes
1. 1 «The Edge of Glory» (Sultan & Ned Shepard Remix) — 6:34
2. 2 «The Edge of Glory» (Funkagenda Remix) — 7:53
3. 3 «The Edge of Glory» (Bare Noize Remix) — 3:48
4. 4 «The Edge of Glory» (Porter Robinson Remix) — 6:40
5. 5 «The Edge of Glory» (Cahill Club Remix) — 7:27
6. 6 «The Edge of Glory» (Foster The People Remix) — 6:10

## Чарты и сертификации
| Чарт (2011)                      | Высшая позиция |
| -------------------------------- | -------------- |
| Australian Singles Chart         | 11             |
| Belgian Singles Chart (Валлония) | 2              |
| Belgian Singles Chart (Фландрия) | 6              |
| Canadian Hot 100                 | 3              |
| Czech Airplay Chart              | 52             |
| Danish Singles Chart             | 8              |
| Finnish Singles Chart            | 14             |
| French Singles Chart             | 7              |
| German Singles Chart             | 7              |
| Irish Singles Chart              | 6              |
| Italian Singles Chart            | 2              |
| Netherlands Single Top 100       | 9              |
| New Zealand Singles Chart        | 3              |
| Norwegian Singles Chart          | 2              |
| Scottish Singles Chart           | 2              |
| Slovak Airplay Chart             | 18             |
| Spanish Singles Chart            | 5              |
| South Korean Gaon Chart          | 2              |
| Swedish Singles Chart            | 36             |
| Swiss Singles Chart              | 23             |
| UK Singles Chart                 | 6              |
| US Billboard Hot 100             | 3              |
| US Adult Contemporary            | 30             |
| US Adult Pop Songs               | 9              |
| US Hot Dance Club Songs          | 1              |
| US Latin Pop Songs               | 38             |
| US Pop Songs                     | 6              |

| Страна         | Статус        |
| -------------- | ------------- |
| Австралия      | 2× Платиновый |
| Новая Зеландия | Золотой       |
| Италия         | Золотой       |

## Релиз
| Страна         | Дата выпуска | Формат               |
| -------------- | ------------ | -------------------- |
| США            | 9 мая 2011   | Цифровая дистрибуция |
| Великобритания | 9 мая 2011   | Цифровая дистрибуция |
| Южная Корея    | 10 мая 2011  | Цифровая дистрибуция |
| Италия         | 13 мая 2011  | Радиоротация         |
| США            | 17 мая 2011  | Mainstream radio     |
| Германия       | 8 июля 2011  | CD-сингл             |
| Италия         | 12 июля 2011 | CD-сингл             |